# Crime contra a economia popular
Crime cometido em proveito próprio ou de outrem, resultando lesão ou diminuição de direitos ou de patrimônio de outrem.
Os Crimes contra a Economia Popular, no Brasil, estão previstos na Lei nº 1.521/51 e referem-se a atos querem a livre concorrência ou que visem à formação de cartéis, oligopólios ou monopólios e à manipulação de preço e de tendências do mercado.
A tipificação destas condutas tem por objetivo punir aqueles que, para obter vantagens indevidas para si ou para determinado grupo econômico - tais como a reserva de mercado, a captura do órgão regulador e a obtenção de informações privilegiadas -, impedem a livre circulação, produção e distribuição de mercadorias e riquezas e o livre funcionamento da economia. Ademais, visa a permitir que a população em geral tenha acesso aos bens produzidos pelos agentes econômicos a preços justos de mercado e sem discriminações de quaisquer natureza.
Esse tipo de crime também pode ser praticado por Pessoa Jurídica, assim como os crimes ambientais.
Leis posteriores ampliaram o alcance da Ação civil pública, que passou a ser instrumento para defesa (além dos já consagrados interesses coletivos, difusos e individuais homogêneos) dos deficientes físicos, dos investidores no mercado de capitais, da ordem econômica e economia popular. Portanto, Sujeita-se a propositura de Ação Civil Pública pelo Ministério Público, Defensoria Pública, os Entes Federativos, Autarquia, Empresa Pública, Fundação ou Sociedade de Economia Mista, Associações constituidas há mais de 1 ano e que inclua, entre suas finalidades institucionais, a proteção ao meio ambiente, consumidor, ordem econômica, à livre concorrencia ou patrimonio histórico, turístico, paisagístico.